# Subway-Letteratura
Il Premio Subway-Letteratura è stato un riconoscimento assegnato annualmente a scrittori e poeti Under35, dall'Associazione Laboratorio-E20 (oggi Subway Edizioni).  I principali partner di Subway-Letteratura erano  Libera Università di Lingue e Comunicazione IULM, TrattoPEN, Metronapoli S.p.A., e Fondazione Banco di Sicilia. Patrocinatori MetroService, Center for Kultur og Udvikling, ATAM S.p.A. e i comuni di Milano, Napoli, Venezia, Palermo, Bologna e Treviso.

## Origini
Il Premio nasce nel 2002 da un progetto di Davide Franzini e Oliviero Ponte di Pino, con il sostegno del Settore tempo libero del Comune di Milano . L'iniziativa, rigorosamente no-profit, mira a scoprire e valorizzare nuovi giovani talenti letterari.
Nel 2006 Subway-Letteratura ha ricevuto dal Ministero per i Beni e le Attività Culturali un premio per la migliore iniziativa tematica volta alla promozione della lettura.
L'ultima edizione svolta è stata la XII, nel 2013.

## Sezioni
Il Premio si articolava in quattro sezioni:
1. Subway Under35. Ai partecipanti viene richiesto di comporre un racconto non più lungo di 18.000 battute, indicando il genere prescelto e il numero di fermate consigliate per lettura. La selezione degli autori è affidata a una giuria composta da ventidue collaboratori, tra questi scrittori, critici letterari e operatori del settore culturale.
2. Subway-Poesia. Nel 2004 Subway apre le porte al genere della lirica. A differenza delle sezioni di narrativa gli autori vengono qui invitati a comporre su un tema specifico.
3. Premio Speciale Subway Under19. Sottosezione dell'Under35 nata nel 2005 per promuovere la creatività degli scrittori adolescenti. Viene curato da una giuria tecnica che comprende docenti e ricercatori universitari presieduta da Lucia Rodler e coordinata da Andrea Chiurato.
4. Copertine al Tratto. Concorso nel concorso ideato con l'obiettivo di estendere la ricerca di talenti Under35 anche al mondo dell'illustrazione editoriale. La giuria, presieduta da Alfredo Chiappori, seleziona le migliori proposte per le copertine di Subway-Letteratura.

La distribuzione è affidata ai juke-box letterari. Posizionati nei punti nevralgici delle reti di trasporti della principali città italiane e straniere (Milano, dal 2002; Napoli, dal 2004; Venezia, dal 2006; Palermo, dal 2007; Bologna e Treviso dal 2009; Copenaghen, dal 2011) questi distributori offrono ai frequentatori dei mezzi pubblici libretti da sedici pagine stampati su carta (riciclata al 100% da post-consumo) in forma gratuita.

## La giuria di Subway-Letteratura
Bruno Berni; Jonas T. Bengtsson; Caterina Bonvicini; Massimo Cacciapuoti; Alessandra Casella; Paola Castiglioni; Andrea Crozzoli; Pepa Cerutti; Andrea Chiurato; Roberto Deidier; Luca Doninelli,  Davide Federici; Monica Gram; Camilla Jørgensen; Francesco Lucioli; Raul Montanari; Enrico Palandri; Flavia Piccinni; Andrea G. Pinketts; Alberto Samonà; Lucia Rodler; Morten Søndergaard; Pietro Treccagnoli; Francesco Paolo Ursi; Alessandro Zaccuri.